# 코스모스 (2014년 텔레비전 프로그램)
《코스모스》(Cosmos: A Spacetime Odyssey)는 칼 세이건이 출연한 13부작 다큐멘터리 《코스모스》 (1980)의 리메이크 및 업데이트 버전에 해당하는 내셔널 지오그래픽 채널의 다큐멘터리 프로그램이다.
원작에 참여했던 작가 겸 제작 총괄 앤 드리앤과 천문학자 스티븐 소터가 대본을 공동 집필했다. 칼 세이건을 대신해 ‘우주 교향곡’ 등의 저서로 널리 알려진 천체 물리학자이자 작가인 닐 타이슨 박사가 진행을 맡았다.
타이슨 박사가 상상의 우주선(SOTI, Ship of the imagination)를 타고 우주의 시작부터 현재에 이르기까지의 다양한 정보를 전달하고 있는데, 특히 원작이 제작된 시기와 비교할 때 크게 발전한 영상 기술을 활용해 애니메이션, 컴퓨터 그래픽, 위성 사진 등의 다양한 방식으로 화려한 볼거리를 제공하고 있다.
기부 캠페인을 통해 충당한 450억이라는 어마한 제작비, 방송 개시에 맞춰 나사의 트위터 등을 통해 공개한 나사의 우주 사진들, 미국 오바마 대통령이 영상을 통해 직접 전하는 추천 메시지 등 방송 전부터 화제를 모았고 2014년 4월 현재 미국과 한국을 비롯해 전 세계 180여개국에서 동시에 방영되고 있다.
매주 토요일 11시에 NGC 코리아를 통해 방영된 1편의 경우 AGB 닐슨 기준 '토요일 11시 전국 20대 남성 시청률'에서 1.428을 기록하며 동 시간대 1위를 차지하기도 하였다.

## 에피소드 목록
| # | 제목                                                        | 감독          | 각본                   | 방송일자   | 국내 방송일자 | 미국 내 시청자 (백만 명) |
| --- | ----------------------------------------------------------- | ------------- | ---------------------- | ---------- | ------------- | ------------------------ |
| 추후 공개 | "추천"                                                      | 추후 공개     | 추후 공개              | 추후 공개  | 추후 공개     | 추후 공개                |
| 오바마 대통령 추천 메시지 영상. 칼 세이건의 코스모스를 통해 배운 탐구 정신을 통해 우리는 언제나 더 큰 꿈을 꾸고 있고 앞으로 나아가는 데 두려움이 없다. 우리의 지식을 다음 세대에 전하는 것. 바로 우리의 몫이다. |                                                             |               |                        |            |               |                          |
| 1 | "프롤로그, 은하수에 서서" "Standing Up in the Milky Way"    | 브라논 브라가 | 앤 드리앤, 스티븐 소터 | 2014-03-09 | 2014-03-15    | 5.77                     |
| 닐 타이슨이라는 17세 한 소년이 칼 세이건과 하루를 보내며 꿈을 키우고 천체 물리학자가 되어, 이제 칼 세이건의 코스모스를 부활시켰다. 우리가 아는 우주는 얼마나 클까? 과학 기술 덕에 우리는 수십억의 은하와 은하 안의 수 없이 많은 항성과 행성을 관측하고 있다. 어떤 과학자는 우리의 무한해 보이는 우주 마저도 수많은 우주로 이루어진 공간의 일부일 뿐이라는 다중우주론을 주장하기도 한다. 지구를 세상의 중심으로 알던 중세. 기존의 종교적 권위에 굴하지 않은 조르다노 부르노 신부는 이 코스모스를 과학적 시각에서 살펴본 인물이다. 우주의 나이는 138억 살인데 이를 1년 달력으로 나타내면 1월 1일 0시에 빅뱅이 일어난 이후 8월 31일에 태양이 만들어지고, 우리의 조상은 350만년 전 12월 31일 오후 9시 45분에 발자국 화석을 남겼다. |                                                             |               |                        |            |               |                          |
| 2 | "생명의 강물" "Some of the Things That Molecules Do"        | 빌 포프       | 앤 드리앤, 스티븐 소터 | 2014-03-16 | 2014-03-22    | 4.95                     |
| 인간은 늑대를 개로, 다시 여러 개를 인위적으로 교배시켜 다양한 종으로 번식시켜 나가며 진화에 관여하였다. 개뿐만 아니라 인간을 포함한 수많은 지구 생물은 결국 우리가 속한 코스모스의 운명과 궤를 같이 한다. 우리 몸에 있는 유전 암호 기록인 DNA의 이중나선구조는 은하계의 별 개수만큼의 원자를 가진 원자라는 부품 1천억 개를 가지고 있으며, 결국 모든 생명은 하나의 작은 우주이다. 불곰과 백곰의 진화 사례를 통해 알 수 있듯, 우연에 의존하는 돌연변이와 자연선택을 통해 찰스 다윈이 종의 기원에서 주장한 진화가 일어난 것이다. 결국 지구의 모든 생명체는 찰스 다윈이 얘기한 생명의 나무에 포함되어 있으며 뿌리 쪽으로 거슬러 갈수록 모든 종은 결국 하나의 초기 단세포 생물로 연결된다. 사람의 눈과 같이 복잡한 기관은 완성 전까지 쓸모가 없기 때문에 진화는 허구라는 주장은 잘못된 것이다. 눈 역시 빛 자체의 유무에 따라 다르게 반응하는 세포라는 단순한 기능에서 시작한 후 오랜 기간 진화의 과정을 거쳐 현재의 눈이 된 것이다. |                                                             |               |                        |            |               |                          |
| 3 | "지식이 두려움을 정복할 때" "When Knowledge Conquered Fear" | 브라논 브라가 | 앤 드리앤, 스티븐 소터 | 2014-03-23 | 2014-03-29    | 4.25                     |
| 과학 발달 이전. 혜성은 불길한 징조로 여겨져 인간에게 두려움을 안겨 줄 뿐이었다. 하지만 에드먼드 핼리라는 과학자의 헌신적인 노력으로 인류는 무지에서 비롯된 두려움을 자연현상으로 설명할 수 있게 되었다. 에드먼드 핼리는 '태양 주위 행성들이 타원형 궤도를 돌 때 태양에 가까울수록 더 빨리 움직인다.'는 요하네스 케플러의 발견의 답을 찾기 위해 아이작 뉴턴을 만나게 되고, 이 만남은 인류 역사를 바꿔 놓게 된다. 핼리는 세상에 어느 정도 등을 돌린 상태였던 뉴턴을 설득하고 자금을 지원해 프린키피아가 세상의 빛을 보도록 후원하여 물리학의 새로운 역사를 쓰는 데 기여했을 뿐만 아니라 자신도 핼리혜성의 주기 계산, 잠수종 발명, 기후학과 인구학 연구, 지구와 태양의 거리 측정 등 수 많은 업적을 남겼다. |                                                             |               |                        |            |               |                          |
| 4 | "밤하늘의 유령" "A Sky Full of Ghosts"                      | 브라논 브라가 | 앤 드리앤, 스티븐 소터 | 2014-03-30 | 2014-04-05    | 3.91                     |
| 윌리엄 허셜은 우리 눈에 보이는 멀리 떨어진 별의 빛은 이미 사라진 별의 흔적(유령)이라는 것을, 즉 망원경은 타임머신임을 처음 알아낸 사람이다. 허블 망원경을 통해 인류가 관측한 가장 오래된 빛은 134억년 전 1세대 별들의 빛이며, 이때 지구는 존재하지도 않았다. 존 미첼은 18세기에 빛 마저도 벗어날 수 없는 중력을 가진 블랙홀의 존재를 상상했다. |                                                             |               |                        |            |               |                          |
| 5 | "빛의 뒤에서" "Hiding in the Light"                         | 빌 포프       | 앤 드리앤, 스티븐 소터 | 2014-04-06 | 2014-04-12    | 3.98                     |
| 인류 역사의 많은 이들이 빛의 비밀을 밝히는 데 기여했다. 원시 인류는 동굴에 새어 들어온 빛에 영감을 받아 최초의 예술 작품인 동굴 벽화를 만들어냈고 고대 중국의 묵자는 암상자를 이용해 세계 최초의 영화관에 해당하는 장치를 만들었다. 천 년전 이븐 알하이삼이라는 빛의 대가는 이슬람 세계의 자유로운 학문적 분위기와 칼리프들의 지원으로 많은 연구를 했고 인도의 지식을 서양에 전했다. 특히 그는 오류 정정 방식이라는 과학의 방법을 정립했다. 갈릴레이는 망원경을 이용해 코스모스를 여행하기 시작한다. 갈릴레이에서 현대의 허블 망원경에 이르기까지 망원경은 크고 정밀해졌으며, 이제 눈으로 볼 수 없는 코스모스의 많은 것을 관찰할 수 있게 되었다. 뉴턴은 20대 초반의 나이에 프리즘을 통해 무지개의 수수께끼를 풀어내고 그 무지개 모양을 스펙트럼이라 명명한다. 그 스펙트럼을 돋보기로 관찰하지 않았던 뉴턴은 아쉽게도 코스모스로 통하는 새로운 문을 열지 못했고 그 문은 150년간 굳게 닫혀 있게 된다. 윌리엄 허셜이 적외선을 발견할 무렵 요제프 폰 프라운호퍼는 스펙트럼에 보이는 검은 줄무늬(프라운호퍼 선)를 발견한다. 이것은 각 원소가 보여주는 우주의 암호이다. 그 암호를 보며 우리는 먼 우주 별의 대기 물질에 대해 알 수 있으며 가시광선 이외 광선을 통해 많은 것들을 볼 수 있게 되었지만, 이제 우리는 막 눈을 뜨게 되었을 뿐이다. |                                                             |               |                        |            |               |                          |
| 6 | "깊이 더 깊이" "Deeper, Deeper, Deeper Still"               | 빌 포프       | 앤 드리앤, 스티븐 소터 | 2014-04-13 | 2014-04-19    | 3.49                     |
| 우리 눈을 이루는 원자가 현재까지 알려진 우주의 모든 별 수보다 많다. 인간은 30억의 100억배 개의 원자 집합이다. 탄소는 한 번에 최대 4개의 다른 원자와 결합할 수 있어 탄소를 비롯한 다른 많은 원자와 연결되어 복잡한 분자를 만들어낸다. 탄소 기반 분자인 단백질, 즉 생명의 분자에는 원자 수십만 개가 들어 있다. 탄소 원자는 인간을 포함해 지구상의 모든 생물을 만드는 분자들의 중추이며 이 탄소가 크고 복잡한 분자들을 만들어내며 물질을 해방시켜 진화할 수 있게 한다. 우주가 태어난 순간 우주는 구슬만 한 크기였다. 그 엄청난 밀도의 구슬은 빛마저도 이동할 수 없는 상태였지만 중성미자만은 막을 수 없었고 이 중성미자는 빅뱅을 일으킨 것으로 추측되며 현재 우주 도처에 퍼져있다. |                                                             |               |                        |            |               |                          |
| 7 | "깨끗한 방" "The Clean Room"                                | 브라논 브라가 | 앤 드리앤, 스티븐 소터 | 2014-04-20 | 2014-04-26    | 3.74                     |
| 지구의 진짜 나이를 찾아나선 한 남자. 클레어 패터슨은 모두가 행복했던 호황의 시기에 지구를 위협하는 요소를 발견하고 그 위험 요소를 제거하기 위해 평생에 걸쳐 노력했다. 1650년 아일랜드의 제임스 어셔 대주교는 성서 창조 이야기와 열왕기 등의 내용을 근거로 지구의 나이를 B.C 4004년 10월 22일 저녁 6시 토요일로 계산하는데 이는 과학적으로 오류이다. 다행히도 지구의 연대기를 기록한 새로운 책이 있는데 이는 그랜드캐니언 등에서 볼 수 있는 암석층이라는 책이다. 암석에서 우라늄 원자 몇 퍼센트가 납으로 변했는지 계산하면 지구의 나이를 알 수 있다. 하지만 문제는 지구 형성 초기의 암석은 지구에 남아 있지 않다는 것이다. 그래서 지구와 같은 시기에 형성된 운석을 통해 지구의 나이를 측정한다. 클레어 패터슨은 각고의 노력 끝에 지구의 실제 나이가 45억 살임을 알게 된다. 하지만 그 과정에서 납의 유해성을 인식하게 되었고 심층수나 남극의 빙하의 납 농도와 도시 대기의 납 농도가 다름을 통해 유연 휘발유를 비롯한 현대 산업 생산물에 포함된 납 성분이 인류의 생존을 위협하고 있음을 증명한다. 이에 위협을 느낀 기업 중 하나인 제너럴 모터스는 과학자를 고용해 납이 무해하다는 점을(혹은 유해하다는 증거가 없음을) 주장한다. 하지만 클레어 패터슨은 미국 의회에서 증언한 이후 모든 위협에 맞서며 20년 넘게 납 사용을 금지시키기 위해 노력했고 현재는 인간에게 무해한 납 농도는 없다고 하나같이 주장하기에 이르렀다.                            |                                                             |               |                        |            |               |                          |
| 8 | "태양의 자매들" "Sisters of the Sun"                        | 브라논 브라가 | 앤 드리앤, 스티븐 소터 | 2014-04-27 | 2014-05-03    | 3.66                     |
| 인간은 인공 불빛으로 밤을 환히 밝히는 대신 별빛을 잃었다. 고대 이전 인류의 모든 문화권은 하늘의 별빛을 이어 그림을 만들어내곤 했는데, 그 중 플레이아데스 성단은 많은 이야기를 남기고 있다. 북미 카이오와 족은 춤추던 여인들이 곰에 쫓겨 도망치게 되었고 여인들이 있던 바위가 솟아올랐고 그 바위에는 곰의 발톱 자국이 새겨져 있다는 전설이 내려오고 있으며 이는 현재의 데빌스 타워다. 1901년 하버드대학교는 남자들의 세상이었으나 에드워드 찰스 피커링이라는 천문학자가 규칙을 깼다. 그의 사무실에는 컴퓨터라 부르던 여성들이 팀을 이루어 별의 유형 분류와 별 지도 제작을 맡고 있었는데 애니 점프 캐넌과 같은 그곳의 여성 과학자들이 쌓은 업적을 통해 지금까지도 항성의 스펙트럼을 이용하며 별까지의 거리와 코스모스의 크기를 측정하고 있다. 여성 과학자의 진출이 어려운 영국을 떠나 하버드대학교로 온 여성 과학자 세실리아 페인은 그 여성 과학자들의 업적을 바탕으로 스펙트럼이 항성의 온도를 나타냄을, 또 항성이 주로 수소와 헬륨으로 구성되어 있음을 알아냈다. 두 번의 붕괴는 별의 숙명이다. 처음엔 어두운 성간구름이 붕괴하며 별이 형성되고, 마지막엔 밝은 별이 붕괴하며 최후를 맞는다. 태양 핵의 뜨거운 가스는 태양을 밖으로 팽창시키고, 중력은 안으로 수축시킨다. 현재 태양은 그 두 힘의 균형 상태이며 앞으로 40억년 간 유지될 것이다. 하지만 결국 붕괴하며 산소와 탄소를 만들어낼 것이고 적색거성과 백색왜성 단계를 지나 죽게 될 것이다. |                                                             |               |                        |            |               |                          |
| 9 | "잃어버린 세계" "The Lost Worlds of Planet Earth"           | 브라논 브라가 | 앤 드리앤, 스티븐 소터 | 2014-05-04 | 2014-05-10    | 4.08                     |
| 10 | "세상을 바꾸는 힘" "The Electric Boy"                       | 빌 포프       | 앤 드리앤, 스티븐 소터 | 2014-05-11 | 2014-05-17    | 3.46                     |
| 11 | "불멸을 꿈꾸다" "The Immortals"                             | 브라논 브라가 | 앤 드리앤, 스티븐 소터 | 2014-05-18 | 2014-05-24    | 3.24                     |
| 12 | "지구의 메시지" "The World Set Free"                        | 브라논 브라가 | 앤 드리앤, 스티븐 소터 | 2014-06-01 | 2014-05-31    | 3.52                     |
| 13 | "창백한 푸른 점" "Unafraid of the Dark"                     | 앤 드리앤     | 앤 드리앤, 스티븐 소터 | 2014-06-08 | 2014-06-07    | 3.09                     |